# NGC 6754
NGC 6754 (również PGC 62871) – galaktyka spiralna z poprzeczką (SBb), znajdująca się w gwiazdozbiorze Lunety. Odkrył ją John Herschel 8 lipca 1834 roku.
W galaktyce tej zaobserwowano supernowe SN 1998X, SN 1998dq, SN 2000do i SN 2005cu.